# Amt Friesack
Amt Friesack – urząd w Niemczech, leżący w kraju związkowym Brandenburgia, w powiecie Havelland. Siedziba urzędu znajduje się w mieście Friesack.
W skład urzędu wchodzi sześć gmin:
1. Friesack
2. Mühlenberge
3. Paulinenaue
4. Pessin
5. Retzow
6. Wiesenaue